# 福德 (阮當明)
福德（1596年—1597年），是越南后黎朝时期起事领袖阮当明的年号，共计2年。

## 纪年
| 福德 | 元年       | 二年       |
| ---- | ---------- | ---------- |
| 公元 | 1596年     | 1597年     |
| 干支 | 丙申       | 丁酉       |
| 黎朝 | 光興十九年 | 光興二十年 |